# Хомер (Аљаска)
Хомер (енгл. Homer) град је у америчкој савезној држави Аљаска.

## Демографија
По попису из 2010. године број становника је 5.003, што је 1.057 (26,8%) становника више него 2000. године.
| Група             | 2000.         | 2010.         |
| Белци             | 3.526 (89,4%) | 4.416 (88,3%) |
| Афроамериканци    | 13 (0,3%)     | 19 (0,4%)     |
| Азијати           | 36 (0,9%)     | 48 (1,0%)     |
| Хиспаноамериканци | 95 (2,4%)     | 104 (2,1%)    |
| Укупно            | 3.946         | 5.003         |